# Lexicographie arabe
La lexicographie arabe étudie le vocabulaire de cette langue et la composition de dictionnaires. Pour des raisons religieuses mais aussi pour assurer la transmission de la langue arabe aux peuples arabisés, les lexicographes arabes ont effectué un immense effort d’enregistrement et de classement de la langue du Coran et de la poésie ancienne.

## Histoire
Les plus fameux lexicographes arabes classiques furent Al-Khalil (VIIIe siècle), al-Moubarrad (Xe siècle), al-Zamakhshari (XIIe siècle), Ibn Manzour (XIVe siècle) et al-Firouzabadi (XVe siècle). Au XIXe siècle, un encyclopédiste comme Boutros al-Boustani et un lettré comme Ibrahim al-Yazigi, tous deux libanais, entreprirent de moderniser le lexique arabe tout en assurant la transmission de la langue ancienne.
Les dictionnaires arabes classiques présentent les mots selon un classement alphabétique par racines trilittères, en donnant des exemples d’usage le plus souvent tirés du Coran, du hadith et de la poésie ancienne.
Ce classement par racines a été repris par les auteurs de dictionnaires arabe français comme De Biberstein Kazimirski (Paris, 1860) et Daniel Reig (Paris, 1983) ; toutefois d’autres auteurs, comme Jabbour Abdel-Nour (Beyrouth, 1983) ont suivi un classement alphabétique de mots, identique à celui suivi dans les dictionnaires des langues latines et germaniques, et plus facile à utiliser que celui des racines. Récemment, Jean-Pierre Milelli (Paris, 2006) a introduit une innovation en incluant comme entrées les mots au pluriel, dont les formes sont très variées et parfois imprédictibles.

## Dictionnaires classiques
Un exemple d'application de la lexicographie à la rédaction d'un dictionnaire est l'ouvrage de Jean-Pierre Milelli, 20 001 Mots, Paris 2006 (voir bibliographie).

## Dictionnaires informatiques
Le dictionnaire DIINAR (DIctionnaire INformatisé de l'ARabe) est composé de plusieurs bases de données (verbale, nominale, noms propres et mot outils). Pour accéder au DIINAR 1, voir [ABBESR., DICHY J. and HASSOUN M., 2004a].